# 83 km (obwód nowogrodzki)
83 km (ros. 83 км) – przystanek kolejowy w miejscowości Zielency, w rejonie czudowskim, w obwodzie nowogrodzkim, w Rosji. Położony jest na linii Wołchow – Czudowo.